# Palestijnse Autoriteit

De A-gebieden en B-gebieden van de Palestijnse Autoriteit

De Palestijnse Autoriteit (PA) of Palestijnse Nationale Autoriteit (PNA) (Arabisch: السلطة الوطنية الفلسطينية, as-Sulṭa al-Waṭaniyya al-Filasṭiniyya) vormt het bestuur van de Palestijnse gebieden. Begin januari 2013 veranderde de Palestijnse Autoriteit haar naam in de Staat Palestina. Ook de verschillende ambassades en vertegenwoordigingen gebruiken de naam Palestina.

## Geschiedenis
De Palestijnse Autoriteit werd in 1994 opgericht volgens de Oslo-akkoorden tussen de PLO (de Palestijnse Bevrijdingsorganisatie) en Israël. Het Oslo-I-akkoord werd in 1993 ondertekend. Bij de algemene verkiezingen van 1996 werd
Yasser Arafat tot eerste president verkozen, naast de leden van het eerste parlement.
Na de dood van Arafat op 11 november 2004 werden op 9 januari 2005 presidentsverkiezingen gehouden waarbij de voormalig premier Mahmoud Abbas tot president werd gekozen. 
Op de Westoever liggen de gebieden waarover de Palestijnse Autoriteit in theorie zelfbestuur over mag uitoefenen in een sterk versplinterd gebied, omgeven door talloze Israëlische nederzettingen. Op grond van de Oslo-akkoorden heeft de Palestijnse Autoriteit in theorie de controle over de veiligheids- en burgerzaken in alle dichtbevolkte Palestijnse gebieden, de 'A-gebieden', die sinds 2000 samen 18% van de Westoever beslaan. De dunner bevolkte 'B-gebieden', met civiele maar geen militaire controle beslaan 22% van de Westoever. Het overige gebied, de 'C-gebieden', bestaande uit de dunstbevolkte gebieden vormen circa 60% en staan volgens Oslo onder volledige controle van Israël.
De Oslo-akkoorden geven niet precies aan wat de toekomst van de Bezette gebieden zou zijn. De Palestijnen waren in de veronderstelling dat er uiteindelijk een onafhankelijke Palestijnse staat zou komen. In de Oslo-akkoorden is daar echter geen sprake van. In augustus 2012 diende de Palestijnse Autoriteit een verzoek in bij de Verenigde Naties om Palestina te erkennen als waarnemend niet-lidstaat. Op 29 november 2012 stemde een meerderheid van de VN-lidstaten ermee in om Palestina deze status te verlenen. Hierdoor kon de Palestijnse Autoriteit desgewenst toetreden tot VN-commissies en zich ook wenden tot het Internationaal Strafhof te Den Haag. Dit gebeurde en Palestina is nu volledig lidstaat van dit Hof.

### Palestijnse eenheidsregering (2014-2015)
De Palestijnse eenheidsregering van juni 2014 was een nationale eenheidsregering onder president Mahmoud Abbas, die op 2 juni 2014 werd gevormd na het verzoeningsakkoord tussen Fatah en Hamas van 23 april 2014. De ministers waren nominaal onafhankelijk, maar werden overwegend gezien als loyaal aan de Fatah-beweging of aan kleinere linkse facties, van wie geen enkele geacht werd nauwe banden te hebben met Hamas. De eenheidsregering werd echter niet goedgekeurd door het parlement, waardoor de legitimiteit ervan in twijfel werd getrokken. De eenheidsregering werd op 17 juni 2015 ontbonden nadat president Abbas had gezegd dat ze niet in de Gazastrook kon opereren.

## Politiek

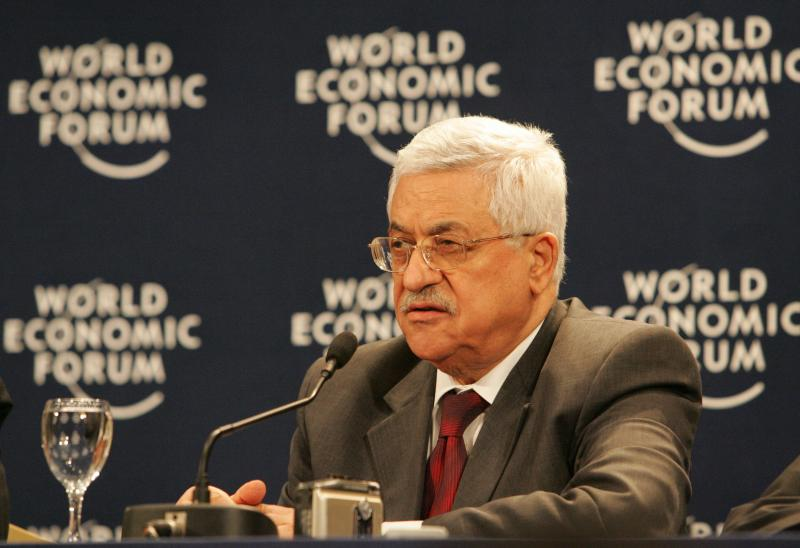
Mahmoud Abbas is de president van de Palestijnse Autoriteit

Artikel 5 van de grondwet definieert de Palestijnse Autoriteit als een parlementaire democratie. In januari 2005 werd Mahmoud Abbas verkozen tot president van de Palestijnse Autoriteit. Abbas installeerde een regering waarvan Ahmed Qurei premier werd. Op 24 januari 2006 werden voor het eerst sinds 1996 weer parlementsverkiezingen gehouden. Onder Arafat waren verkiezingen geannuleerd, en onder Abbas tweemaal uitgesteld. De politieke tak van Hamas werd de grote winnaar. De partij vormde hierop een democratisch gekozen regering die echter door de internationale wereld werd geboycot. Eind 2006 ontstond een grote crisis tussen Fatah en Hamas en brak de Palestijnse Burgeroorlog uit. Hamas kon op 14 juni 2007 de controle over de Gazastrook overnemen, waardoor het gezag van de Palestijnse Autoriteit in feite nu alleen nog geldt over de Westelijke Jordaanoever. Om het gezag in Palestina weer te verenigen tekenden Mahmoud Abbas van Fatah en Khaled Meshaal van Hamas in februari 2012 in Doha een samenwerkingsovereenkomst waarin besloten werd dat beide partijen samen een regering moeten vormen. Spanningen tussen beide partijen en regionale omstandigheden, in het bijzonder de Syrische Burgeroorlog, hebben er echter toe geleid dat het nog vijf jaar zou duren voor dat verdere stappen werden ondernomen om beide partijen te verzoenen.
In 2017 was het weer een externe factor, namelijk de crisis tussen Qatar en zijn buurlanden, die de Palestijnse impasse doorbrak. Hamas, jarenlang afhankelijk van royale subsidies uit Qatar, zag deze bron opdrogen en koos eieren voor zijn geld. Het ontbond zijn regering en erkende het overgangskabinet van premier Rami Habdallah.

### Palestijnse Wetgevende Raad

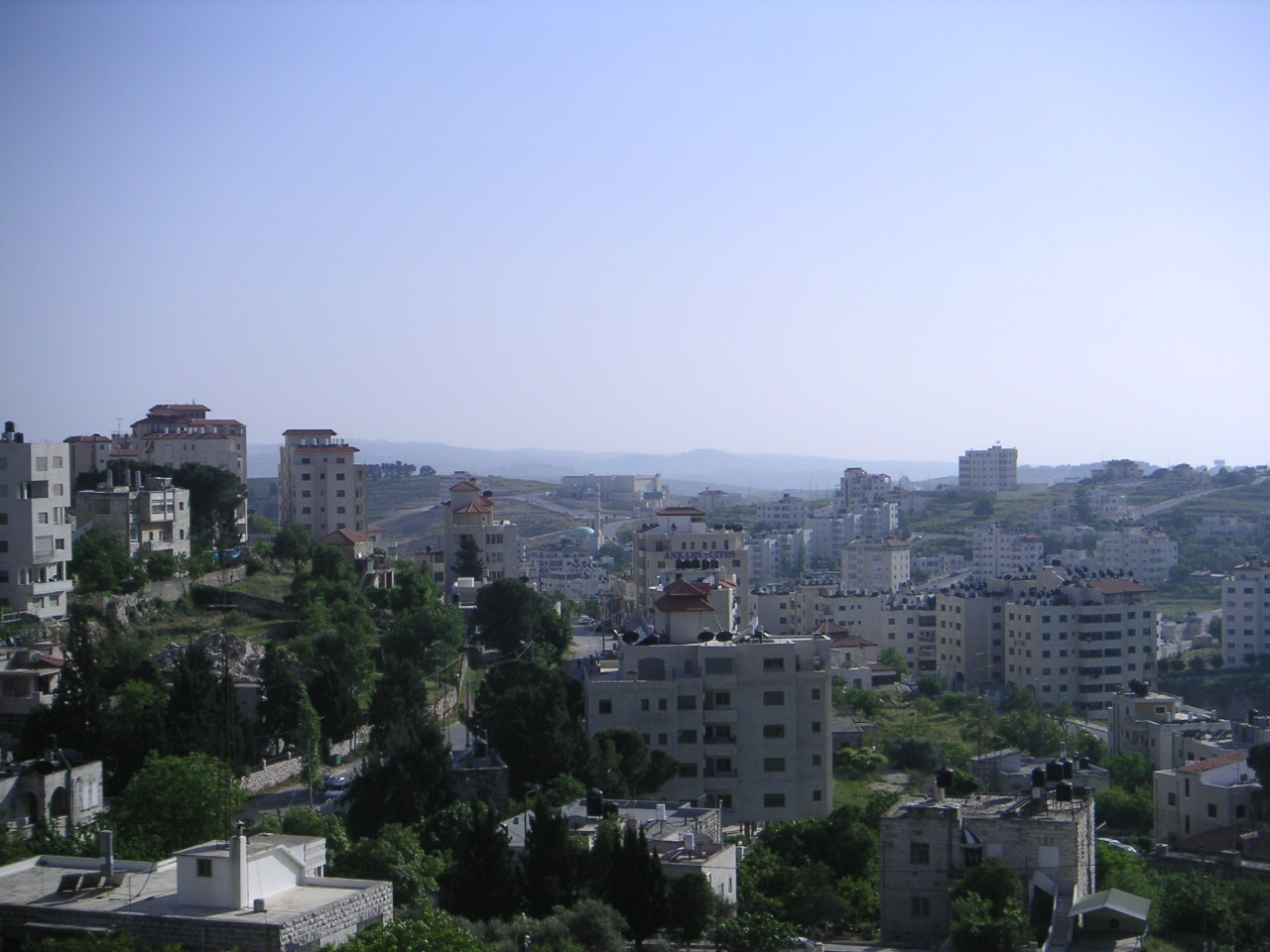
In Ramallah bevindt zich de Palestijnse Wetgevende Raad, het parlement.

De Palestijnse Wetgevende Raad is het parlement van de Palestijnse Autoriteit. Het parlement bestaat uit één kamer met 132 leden. In de Palestijnse Wetgevende Raad zijn zetels voorbehouden aan de christelijke en Samaritaanse gemeenschappen in de Palestijnse Gebieden.

### Politieke partijen
De Palestijnse Bevrijdingsorganisatie (meestal bekend onder haar Engelstalige naam Palestine Liberation Organisation, afgekort PLO) heeft diverse facties. De PLO omvat de belangrijkste partij Fatah, het Democratisch Front voor de Bevrijding van Palestina (DFLP), het Palestine Liberation Front (PLF), het Arab Liberation Front (ALF), het Popular Struggle Front (PSF) en enkele kleinere groeperingen.
Het Popular Front for the Liberation of Palestine (PFLP) stapte in 1974 uit de PLO, evenals de Popular Front for the Liberation of Palestine - General Command (PFLP-GC).
Naast de PLO zijn er ook nog Hamas en diverse kleinere partijen. Hamas is een islamistische organisatie, die vooral door haar verzetsstrijd tegen de Israëlische bezetting bekend is geworden. Hoewel de organisatie tot doel heeft het laten verdwijnen van de staat Israël, heeft zij ook verklaard om tot (indirecte) onderhandelingen met Israël bereid te zijn. Daarnaast is de partij populair door het vele liefdadigheidswerk en haar afkeer van corruptie.

### Bestuurlijke indeling
De Palestijnse Gebieden zijn opgedeeld in drie soorten gebieden: A-gebieden, B-gebieden en C-gebieden. In de A-gebieden (3% van het landoppervlak) is de Palestijnse Autoriteit verantwoordelijk voor zowel civiele zaken als veiligheidszaken; in B-gebieden (25% van het landoppervlak) alleen voor civiele zaken; C-gebieden (72% van het landoppervlak) staan volledig onder Israëlisch civiel en militair bestuur.
Deze indeling in A-, B- en C-gebieden was door de Oslo-akkoorden en bijbehorende vredesonderhandelingen tijdelijk bedoeld als overgangsfase naar een hier te vestigen onafhankelijke Staat Palestina. 
Het gebied van de Palestijnse Autoriteit is verder onderverdeeld in 16 gouvernementen, die op hun beurt verdeeld zijn in 557 lokaliteiten, het laagste bestuursniveau.

### Internationale betrekkingen

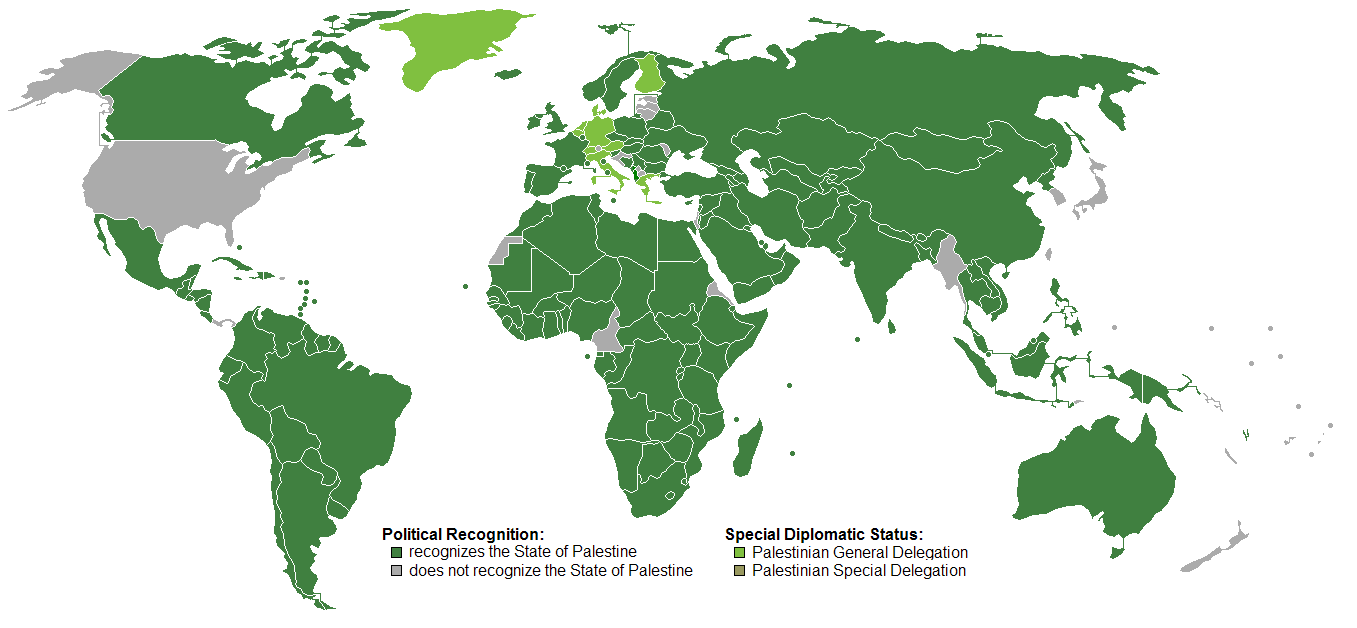
Internationale erkenning van de Palestijnse Autoriteit
Erkenning van de Staat Palestina
Algemene diplomatieke betrekkingen
Speciale diplomatieke betrekkingen
Geen erkenning

De Palestijnse Autoriteit onderhoudt betrekkingen met verschillende landen en instellingen in de wereld. Zo ontvangt de PA steun van Arabische landen en is er in beperkte mate ook (politieke) steun van de Verenigde Staten. Ook met de Europese Unie onderhouden de Palestijnen diplomatieke betrekkingen.

## Veiligheid
De Palestijnse Autoriteit heeft veiligheidsdiensten van in totaal 45.000 man. Sinds het uitbreken van de Tweede Intifada verbood Israël het dragen van wapens door deze veiligheidsdienst. Dit werd op de Westelijke Jordaanoever nageleefd, maar niet in de Gazastrook. Dit verbod maakte het voor de veiligheidsdiensten de facto onmogelijk om de confrontatie met militanten aan te gaan. Op 5 augustus 2004 werd aan de Palestijnse veiligheidsdiensten weer toestemming verleend om wapens te dragen.
Een onafhankelijke studie van 26 juli 2005 en gesponsord door de Canadese en Nederlandse regeringen, bracht aan het licht dat de veiligheidsdiensten van de Palestijnse Autoriteit zwak, verdeeld en slecht uitgerust zijn. Er is een tekort aan munitie, communicatiemiddelen (andere dan civiele mobiele telefoons) en terreinwagens. Het tekort aan wapens is zo schrijnend dat de verhouding personeel:wapen 4:1 bedraagt. Tevens blijkt dat Hamas, Islamitische Jihad en de Al-Aqsa Martelarenbrigade alle aanzienlijk beter uitgerust zijn. Het vernietigen van de politie-infrastructuur door Israëlische troepen sinds het uitbreken van de Tweede Intifada draagt eveneens bij tot de ondermijning van het centrale gezag, net als de macht van enkele persoonlijkheden en clans binnen de veiligheidsdiensten. Recente maatregelen om de diensten te hervormen werden geprezen in de studie.
De Verenigde Staten leiden een veiligheidsmacht van Palestijnen op, die in Jordanië getraind wordt.

## Financiën
In 1994, in de tijd van de Oslo-akkoorden, ondertekenden de Palestijnse Autoriteit (PA) en Israël in Parijs een Protocol Economische Relaties, waarin werd afgesproken dat Israël, ten behoeve van de Palestijnse Autoriteit, importbelastingen zou heffen op Palestijnse goederen die werden ingevoerd in Palestijns gebied (In 2014 bedroeg dit een bedrag van 2,1 miljard dollar). Vervolgens zou dit belastinggeld - na inhouding van 3% heffings- en administratievergoeding door Israël - worden overgemaakt aan de Palestijnse Autoriteit.
Toen na enkele jaren de verhouding tussen beide partijen verslechterden, ging deze afspraak zich tegen de PA keren: Israël ging dit mechanisme politiek gebruiken als manier om de PA te straffen als het politieke daden stelde die een Israëlische regering niet welgevallig waren. Het ging het geld of een gedeelte daarvan al dan niet tijdelijk inhouden, wat voor de Palestijnse Autoriteit een groot probleem met zich meebrengt. 
Om enkele recente voorbeelden te noemen: 
- Na de poging om te komen tot Palestijnse Nationale Verzoening (tussen PLO en Hamas) in mei 2011: een maand belastinggeld ingehouden.
- Na de erkenning door de Algemene Vergadering van de VN van Palestina als waarnemerstaat in november 2012: 4 maanden ingehouden.
- Toen President Abbas - na het mislukken van de vredesbesprekingen onder Kerry - in 2014 verder de weg insloeg voor Palestina het lidmaatschap aan te vragen van het Internationaal Strafhof, was Netanyahu daar zo tegen dat hij dit middel gebruikte. Van eind december 2014 tot april 2015 hield Israël 164 miljoen dollar Palestijns belastinggeld per maand in. De PA was gedwongen geld te lenen en haar ambtenaren te korten op hun salarissen (tot wel 40%).[7]

Hiernaast ontvangt de Palestijnse Autoriteit donorgelden van verscheidene partijen, waaronder de Europese Unie. In 2014 kwam de hulp uit op 309,5 miljoen euro, de bijdrage van individuele lidstaten niet meegerekend.

## Corruptie
Sinds het ontstaan van de Palestijnse Autoriteit zijn er corruptieproblemen. Veel kiezers hebben bij de verkiezingen aangegeven ook tegen corruptie te stemmen. De partij Hamas dankt voor een deel haar populariteit aan het feit dat zij beweert op te komen tegen de corruptie door de heersende leden van de PLO en Fatah.